# Aleksander Montrimas
Aleksander Montrimas (São Paulo, 11 de Setembro de 1981), mais conhecido como Alê, é um ex-futebolista brasileiro que atuava como guarda-redes.

## Carreira
Alê iniciou sua carreira nas equipes de base da Portuguesa de Desportos onde se profissionalizou. Passou por alguns clubes brasileiros até chegar em 2005 na equipe do Bragantino, onde conquistou o acesso a série A1 do Campeonato Paulista. Após o acesso Alê transferiu-se para o futebol português, sendo campeão da Liga de Honra de 2005–06 com a equipe do Beira-Mar. Ainda teve passagens por mais duas equipes de Portugal antes de se transferir para uma equipe do Chipre em 2010. Em 2011 retorna ao Brasil na equipe do Bragantino onde permanece por quase dois anos, transferindo-se para o Botafogo de Ribeirão Preto no inicio de 2013. Em 2014 encerrou a carreira futebolistica defendendo a equipe do São Luiz no Campeonato Gaúcho de Futebol.

## Títulos
- Campeonato Português II: 2005-06

## Campanha de combate ao assédio sexual no futebol
Em 2014 após encerrar a carreira futebolística Alê escreve o livro “Futebol: Sonho ou Ilusão? A Verdadeira realidade do futebol brasileiro contada por um goleiro profissional” e passa a ministrar palestras educativas para atletas de base. O atleta faz uma parceria com o Sindicato de Atletas de São Paulo que anuncia a criação de uma campanha de combate ao assédio sexual no futebol e o atleta é nomeado o embaixador da campanha.